# Martin Starr
Martin Starr, eg. Martin James Pflieger Schienle, född 30 juli 1982 i Santa Monica, Kalifornien, är en amerikansk skådespelare, bäst känd för sina roller som Bill Haverchuck i TV-serierna Nollor och nördar (1999-2000) och som Roman DeBeers i Party Down (2009-2010).

## Privatliv
Starr föddes i Santa Monica, Kalifornien, son till Jean St James (född Pflieger), en skådespelare, och Jim Schienle, en instruktör på Pasco - Hernando Community College. Hans pappa är från Wisconsin och hans mor är från Kansas. Starr är av tysk, österrikisk, ungersk, tjeckisk, polsk, engelsk och skotsk-irländsk härkomst.

## Karriär
Starr fick rollen som Bill Haverchuck i NBCs situationskomedi Nollor och nördar 1999, (originaltitel: Freaks and Geeks). Serien fick positiva recensioner från kritiker, men den led av låga betyg och avbröts efter bara en säsong. Efter nedläggningen fick serien en stark kultstatus.
Efter Nollor och nördar, hade Starr flera gästspel och engångsroller i serier som Ed, Mysterious Ways, Providence, King of the Hill och Normal, Ohio. Han hade en liten återkommande roll under den tredje säsongen av Roswell som karaktären Monk. År 2002 dök Starr upp i filmerna Stealing Harvard och Cheats. Han återförenades också med både Nollor och nördars producent Judd Apatow och skådespelaren Seth Rogen, då han gjorde ett gästspel på Apatows sitcom Panik i plugget i episoden "The Perfect Date". År 2005 syntes han i miniserien Revelations och CBS:s sitcom How I Met Your Mother.
Starr var 2007 med i komedifilmen På smällen, som regisserades av Judd Apatow. Samma år hade han små framträdanden i Supersugen och Walk Hard: The Dewey Cox Story, som båda producerades av Apatow. På smällen var kritiskt välkomnad och var en kassasuccé. Framgången för På smällen ledde Starr till större roller i filmer, såsom God Dick och Adventureland. Starr sågs också i många väl mottagna kortfilmer som premierade på filmfestivaler, till exempel Sundance Film Festival.
Från 2009 till 2010 hade Starr en huvudroll på Starz sitcom Party Down, där han porträtterade Roman DeBeers. Serien lades ned efter två säsonger och det var diskussioner om anpassning av serien till en film, men det blev aldrig av. Sedan 2011 har han varit med i Adult Swims TV-serie NTSF:SD:SUV::, där han spelar Sam Stern. Under 2011 hade Starr en stor roll i filmen A Good Old Fashioned Orgy och hade också gästspel i TV-serier som Mad Love, Community och Childrens Hospital. I den senare repriserade han sin roll som Roman DeBeers från Party Down.
Starr återförenades med Nollor och nördars och Party Downs rollinnehavare Lizzy Caplan 2012 i filmen Save the Date, som hade premiär på Sundance film Festival. Samma år hade han en biroll i thrillerfilmen Deep Dark Canyon, samt en gästroll i TV-serien Parks and Recreation och New Girl. År 2013 hade han en liten roll där han spelade sig själv i This Is the End, som regisserades av Seth Rogen och Evan Goldberg. Starr hade en huvudroll i filmen med Kristen Bell The Lifeguard, för att senare arbeta med henne igen, (tillsammans med Party Downs skådespelare Ryan Hansen och skapare Rob Thomas) i filmen Veronica Mars. Han har också gästspelat i The Aquabats! Super Show!, Franklin & Bash och Drunk History.

## Filmografi

### Filmer
| År   | Titel                                | Roll                       | Notering                       |
| ---- | ------------------------------------ | -------------------------- | ------------------------------ |
| 1992 | Hero                                 | Allen i koma               | Krediterad som Martin Schienle |
| 2001 | Eyeball Eddie                        | Eddie Malick               | Kortfilm                       |
| 2002 | Stealing Harvard                     | Kassapersonal i spritbutik |                                |
| 2002 | Cheats                               | Applebee                   |                                |
| 2003 | Band Camp                            | Shane                      | Kortfilm                       |
| 2004 | Who's Your Daddy?                    | Scooter                    | Direkt-till-video              |
| 2004 | Fish Burglars                        | Marty                      | Kortfilm                       |
| 2005 | The Toast                            | Ingen vän till brugummen   |                                |
| 2005 | Kicking & Screaming                  | Beantown Customer          |                                |
| 2006 | American Storage                     | Charlie                    | Kortfilm                       |
| 2006 | A Midsummer Night's Rewrite          | John                       | Kortfilm                       |
| 2007 | På smällen                           | Martin                     |                                |
| 2007 | Supersugen                           | James Masselin             |                                |
| 2007 | Walk Hard: The Dewey Cox Story       | Schmendrick                |                                |
| 2008 | Good Dick                            | Simon                      |                                |
| 2008 | The Incredible Hulk                  | Datornörd                  | Cameo                          |
| 2009 | Big Breaks                           | Barista                    | Kortfilm                       |
| 2009 | Adventureland                        | Joel                       |                                |
| 2009 | Oh Joy                               | Bästa vän                  | Kortfilm                       |
| 2009 | The Invention of Lying               | Servitör #1                |                                |
| 2009 | The Last Lovecraft: Relic of Cthulhu | Clarence                   |                                |
| 2009 | 1-900-Drinking-Buddy                 | Ung sportkille             | Kortfilm                       |
| 2009 | Paper Heart                          | Sig själv                  |                                |
| 2010 | Church & State                       | Jesus                      | Kortfilm                       |
| 2010 | Lovepocalypse                        | Ernie                      | Kortfilm                       |
| 2011 | A Good Old Fashioned Orgy            | Doug Duquez                |                                |
| 2011 | Fight For Your Right: Revisited      | Polis                      | Kortfilm                       |
| 2011 | 6 Month Rule                         | Alan                       |                                |
| 2012 | Save the Date                        | Andrew                     |                                |
| 2012 | Angel of Death                       | Offer #3                   | Kortfilm                       |
| 2012 | Deep Dark Canyon                     | Lloyd Cavanaugh            |                                |
| 2013 | This Is the End                      | Martin Starr               |                                |
| 2013 | The Sidekick                         | Blood Diamond              | Kortfilm                       |
| 2013 | The Lifeguard                        | Todd                       |                                |
| 2013 | The Apocalypse                       | Kyle                       | Kortfilm                       |
| 2013 | Seasick Sailor                       | Bookbinder                 | Kortfilm                       |
| 2014 | Dead Snow: Red vs. Dead              | Daniel                     |                                |
| 2014 | Veronica Mars                        | Stu "Cobb" Cobbler         |                                |

### TV-serier
| År         | Titel                     | Roll                        | Notering                                              |
| ---------- | ------------------------- | --------------------------- | ----------------------------------------------------- |
| 1999       | G vs. E                   |                             | Episod: "Cougar Pines"                                |
| 1999–2000  | Nollor och nördar         | Bill Haverchuck             | 18 episoder                                           |
| 2000       | Normal, Ohio              | Howie, chef i elbutik       | Episod: "Working Girl"                                |
| 2001       | Ed                        | Clark Salinger              | Episod: "Exceptions"                                  |
| 2001       | Mysterious Ways           | Dwayne Banbury              | Episod: "One of Us"                                   |
| 2001–2002  | Roswell                   | Monk Pyle                   | 3 episoder                                            |
| 2002       | Panik i plugget           | Theo                        | Episod: "The Perfect Date"                            |
| 2002       | Providence                |                             | Episod: "Truth and Consequences"                      |
| 2003       | King of the Hill          | Andrew/Tommy                | Röst Episod: "I Never Promised You an Organic Garden" |
| 2005       | Revelations               | Rubio                       | Miniserie                                             |
| 2005       | How I Met Your Mother     | Kevin                       | Episod: "The Duel"                                    |
| 2009–2023  | Party Down                | Roman DeBeers               | 20 episoder                                           |
| 2010, 2013 | Hawaii Five-0             | Adam 'Toast' Charles        | 3 episoder                                            |
| 2010       | The League                | Box of Frogs                | Episod: "High School Reunion"                         |
| 2011       | Mad Love                  | Clyde                       | 2 episoder                                            |
| 2011       | Community                 | Professor Cligoris          | Episod: "Geography of Global Conflict"                |
| 2011       | Childrens Hospital        | Roman DeBeers               | Episod: "Party Down"                                  |
| 2011–2013  | NTSF:SD:SUV::             | Sam                         | 31 episoder                                           |
| 2012       | Parks and Recreation      | Person på Snow Globe-museet | Episod: "Operation Ann"                               |
| 2012       | New Girl                  | Dirk                        | Episod: "Fancyman: Part 2"                            |
| 2013       | The Aquabats! Super Show! | Shred Center M.C.           | Episod: "The AntiBats!"                               |
| 2013       | Franklin & Bash           | Wendell Singletary          | Episod: "By the Numbers"                              |
| 2013       | Drunk History             | Konsttjuv                   | Episod: "Boston"                                      |
| 2014       | The Goldbergs             | Andre                       | Episod: "The Other Smother"                           |
| 2014       | Silicon Valley            | Gilfoyle                    | 8 episoder                                            |

### Webb
| År   | Titel             | Roll                  | Notering            |
| ---- | ----------------- | --------------------- | ------------------- |
| 2006 | Clark and Michael | Personal på burgarhak | 1 episod            |
| 2007 | Wainy Days        | Skämtsam arbetare #1  | Episod: "Tough Guy" |
| 2012 | Christine         | Oz                    | 2 episoder          |
| 2013 | Burning Love      | Leo                   | 11 episoder         |